# ワールドサッカー ウイニングイレブン 2008
『ワールドサッカー ウイニングイレブン 2008』（英語表記：WORLD SOCCOER Winning Eleven 2008、欧州名：Pro Evolution Soccer 2008）とは、コナミデジタルエンタテインメントから発売されたウイイレシリーズの12作目（PS（2000も含む。）、最終モデルであるPS2（SCPH-90000）と同時発売された。
PS2、PS3の通算。Jリーグ版、ファイナルエヴォリューション等は除く）。略称は『ウイイレ 2008』。PSP版のタイトルは『ワールドサッカーウイニングイレブン ユビキタスエヴォリューション 2008』で、実況・解説は搭載されていない。

## 概要
プロデューサーは高塚新吾。イメージキャラクターはクリスティアーノ・ロナウド。なお、イギリス版ではC・ロナウドに加えてマイケル・オーウェンが起用されている。実況はジョン・カビラ、ピッチレポーターはフローラン・ダバディーが担当。
本作よりメインハードがPlayStation 3となった。日本ゲーム大賞2008優秀賞を受賞。PS2版とPSP版はセーブデータが共有できる。PS2版のオンライン対戦は本作が最後であった（既にサービス終了）。
また本作よりWii版も発売されるが、日本版のタイトルは『ウイニングイレブンプレーメーカー』となっている（海外版は他機種と同タイトル）。

## 新要素
今作からの新テクニックや新戦術が追加された。
ダイブ（シミュレーション）
わざと倒れ、フリーキックやペナルティキックを獲得する事が出来るようになった。(PS3/Xbox 360)
相手フリーキック時の壁の枚数の変化
相手フリーキック時の壁の枚数が任意で変更できるようになった。(PS3/Xbox 360)
モーション
モーションは前作の1.5倍になり、よりリアルな操作が可能になった。(PS3/Xbox 360)
学習するAI
AIがプレイヤーの攻守パターンを記憶し、効果的に対応する機能。(PS3/Xbox 360)
クイックリスタート
前作とは違う、より早いリアルなクイックリスタートが可能になった。(PS3/Xbox 360)
選手の人気度が追加
マスターリーグにおいて、選手の人気度やチームの人気度が移籍のやりやすさなどに影響するようになった。

## ゲームモード
（一部PS2版非対応）
- マスターリーグ
  - PS3およびXbox 360では、リーグ編成が異なっており、D2リーグのチーム数が前作までの8チームから20チームに増加、D1リーグ（全4リーグ）でも16チームから20チームに増加し、100チームまで参加可能となった（前作までは72チーム。PS2版では72チームのままである）。また、交渉の難易度が前作までの星3段階から数値化され、スケジュールも格子状の表形式から横並びのスクロール形式に変更された。
- エディット
  - 今作ではUSB接続対応カメラがあれば撮影した画像をそのままゲーム内に取り込むことが可能になった。自分の顔やユニフォームの胸ロゴをゲーム内で反映できる仕様となっている。従来通りのエディット機能も引き継がれ、髪の毛の色変更、得点後のパフォーマンス設定、文字（背番号、バックネーム）の色変更などが出来る。
しかし、USBカメラはソフトと同梱では販売されず別売りとなっている（PLAYSTATION Eye参照）。
他のUSB接続対応カメラについては公式サイト参照。エレコムの一部製品なども接続可能である。
  - Xbox 360版はXbox LIVEビジョンを使う事で画像を取り込むことが出来る。
  - PS2版は従来どおり画像を取り込むことが出来ない。
- ネットワーク
  - インターネット環境を利用し、全国のプレイヤーとオンラインで対戦できるモード。なお、『PES 2008』を所有する海外在住のユーザーとの対戦は、権利関係（欧州版では実名のクラブが日本版では実名では無い。又はその逆）の問題などが有り対戦できない。また、PS3版を中古で購入した場合、オンラインが対戦できないことがある。これはPS3版のみオンライン認証があるためで、以前の持ち主がオンラインに一度でも繋いだことがある場合、他のPS3本体ではオンラインに繋ぐことができない。
  - PS3版およびPS2版のサービスは2010年1月13日で終了した[2]。
- エキシビジョン
  - 　試合前に、簡単な設定を行うだけで対人戦や対CPU戦を楽しむ事ができる。操作するチームはクラブチーム、代表チーム共に可能。
- リーグ
  - 　操作するチームを自由に選び、リーグ戦を戦い抜くモード。
- カップ
  - 　試合方式の異なる様々な種類のカップ戦を選択することができ、トーナメント方式で優勝を目指して戦うモード。
- ワールドツアー
  - チームをひとつ選び、世界各国の代表チームもしくはクラブを相手に、設定されたミッション条件をクリアし勝ち進んでいく。
- トレーニング
  - 　フリートレーニング（紅白戦）や、ステップアップトレーニングなどが選択でき、初心者から上級者まで特訓できる。
- ギャラリー
  - 大会などで勝ち取ったカップやセーブしたリプレイなどを見る事ができるモード。また試合で特定の条件を満たす事で手に入れた称号も確認できる。
- コミュニティー（PS2版のみ）
  - 登録したメンバー同士で自由に対戦を行い、そのメンバー全体の対戦データや試合分析が随時記録されていくモード。

## ライセンス

### クラブチーム
- リーガ・エスパニョーラ
  - 全クラブ実名
- セリエA
  - 全クラブ実名
- リーグ・アン
  - 全クラブ実名
- プレミアリーグ
  - ニューカッスル・ユナイテッドFC、トッテナム・ホットスパーFCのみ実名。ただし、リーグの他チームも、選手名は実名。
- エールディヴィジ
  - 全クラブ実名
- スコティッシュ・プレミアリーグ
  - セルティックFC、グラスゴー・レンジャーズFCが実名で登場。

この他にも FCバーゼル、 フェネルバフチェ、 インテルナシオナウ、 CAリーベル・プレートが実名で登場。
ただし、ドイツのブンデスリーガは今作でも外れており、登場するのはバイエルン・ミュンヘンのみとなっている。

### 代表チーム
ブラジル代表　フランス代表　オランダ代表　イタリア代表　アルゼンチン代表　スペイン代表　ドイツ代表　イングランド代表　ポルトガル代表など多くの国がある。

## バグ
PS3版では攻撃側の選手が利き足サイドの深いエリア(コーナーフラッグ付近など)からフリーキックを蹴るとゴールキーパーから最も離れた方向に向かって蹴らない限りどの方向にどの選手で蹴ってもゴールキーパーに向かって飛んでいってしまうバグがある。アップデートパッチ1.01でも改善されなかった。ユーザーからの問い合わせに対しメーカー側は「ゴールに向かうのは仕様」と答えている。2008年7月現在になってもこの不具合は修正されていない。
PS2版ではどちらか一方がゴールしゴールネットを揺らすと反対のゴールしていないゴールネットも連動し揺れることがある。この動作はゴール後のリプレイ画面などで確認できる。（PSP版（ユビキタスエボリューション）でも同様のバグが確認されている。）
- 2007年10月30日：コナミは一部に問題がある、『2008』の欧州版『Pro Evolution Soccer 2008（以下PES2008）』の修正パッチを現在予定していると発表。
- 問題は画面に処理落ちが見られるというもので、HD非対応のテレビに接続する事で発生しているという。なお、HDMIなどで接続し、HD対応のテレビでプレイする分には問題は無いという。
- 2007年11月13日：コナミは11月19日までに前述の問題がある、『PES2008（PS3版）』のパッチをリリースすると発表。
- 2007年12月13日：アップデートパッチ(v1.10)リリース。芝生のグラフィック改善、オンライン対戦時の処理変更などが行われたとされる。